# Neues Rechtes Bargu-Banner

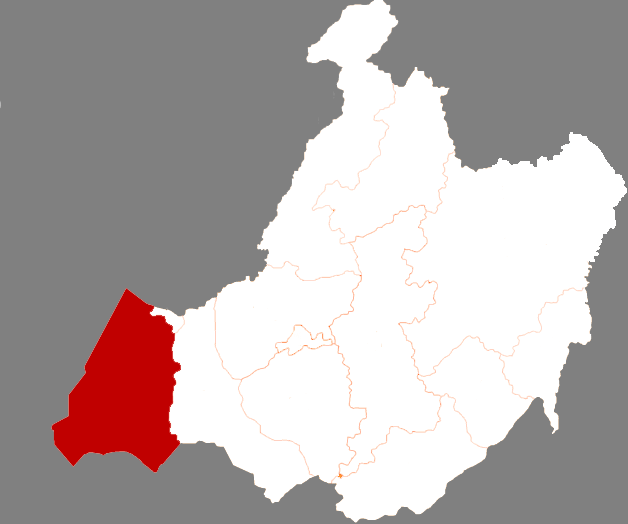
Lage des Neuen Rechten Bargu-Banners in Hulun Buir

Das Neue Rechte Bargu-Banner (chinesisch 新巴尔虎右旗, Pinyin Xīn Bā’ěrhǔ Yòu Qí; mongolisch ᠰᠢᠨ᠎ᠡ ᠪᠠᠷᠭᠤ ᠪᠠᠷᠠᠭᠤᠨ ᠬᠣᠰᠢᠭᠤ Sin-e Barɣu Baraɣun qosiɣu) ist ein Banner im Verwaltungsgebiet der bezirksfreien Stadt Hulun Buir im Autonomen Gebiet Innere Mongolei der Volksrepublik China. Es hat eine Fläche von 25.102 km² und zählt ca. 30.000 Einwohner (2004).

## Administrative Gliederung
Auf Gemeindeebene setzt sich das Neue Rechte Bargu-Banner aus drei Großgemeinden, vier Sum und einer Staatsweide zusammen. Diese sind:
| Großgemeinde Altan Emel (阿拉坦额莫勒镇), Hauptort, Sitz der Bannerregierung; Großgemeinde Ar Haxat (阿日哈沙特镇); Großgemeinde Hulun (呼伦镇); Sum Bogd Ul (宝格德乌拉苏木); | Sum Buir (贝尔苏木); Sum Dalai (达赉苏木); Sum Herlun (克尔伦苏木); Staatsweide Orjin (敖尔金牧场). |